# Degredo no Sul
Degredo no Sul é um livro do escritor português Al Berto, publicado em 2007, pela Assírio & Alvim.